# Volcán Maipo
Volcán Maipo är en kon i Argentina, på gränsen till Chile. Den ligger i den centrala delen av landet, 1 100 km väster om huvudstaden Buenos Aires. Toppen på Volcán Maipo är 5 212 meter över havet.
Terrängen runt Volcán Maipo är kuperad österut, men västerut är den bergig. Volcán Maipo är den högsta punkten i trakten. Runt Volcán Maipo är det mycket glesbefolkat, med 2 invånare per kvadratkilometer.. Det finns inga samhällen i närheten. 
Trakten runt Volcán Maipo är ofruktbar med lite eller ingen växtlighet.